# Poyntonophrynus dombensis
El Sapo de Dombe (Poyntonophrynus dombensis) es un anfibio anuro de la familia Bufonidae. Anteriormente incluida en el género Bufo.

## Distribución
Se encuentra en el sudoeste de Angola y el noroeste de Namibia. Su hábitat natural es la savana seca, praderas secas tropicales y subtropicales, ríos intermitentes, marismas de agua dulce, y zonas rocosas, hasta una altura de 1500 m.

## Publicación original
- Bocage, 1895 : Sur une Espèce de Crapaud à ajouter à la Faune Herpétologique d'Angola. Jornal de sciencias mathematicas, physicas e naturaes, ser. 2, vol. 4, p. 51-53 (texto íntegro).